# Abdelhafid Metalsi
Abdelhafid Metalsi (Maghnia, 10 ottobre 1969) è un attore francese, conosciuto per il ruolo del capitano Kader Chérif, protagonista della serie poliziesca francese Cherif.

## Biografia
Nato in Algeria nel 1969, Abdelhafid Metalsi si è trasferito in Francia all'età di un anno, nella provincia della Champagne, dove è cresciuto. Ha vissuto nel distretto di Orgeval a Reims per parte della sua infanzia. Ha iniziato la sua formazione come attore al Chaillot National Theatre che gli ha dato la possibilità di lavorare sul palcoscenico e recitare in programmi televisivi come Spiral season 4 (Canal+) o Spin (France 2). Metalsi è noto soprattutto per il ruolo di capitano Kader Chérif, il protagonista della serie poliziesca Cherif, trasmesso dalla rete France 2 dal 25 ottobre 2013 al 22 febbraio 2019.

## Filmografia

### Cinema
- L'Électron libre, regia di Marie Donnio (2000)
- Hymne à la gazelle, regia di Stéphanie Duvivier - cortometraggio (2003)

- Zim and Co., regia di Pierre Jolivet (2005)
- Le démon de midi, regia di Marie-Pascale Osterrieth (2005)
- La tigre e la neve, regia di Roberto Benigni (2005)
- Munich, regia di Steven Spielberg (2005)
- En el hoyo, regia di David Martín de los Santos - cortometraggio (2006)
- La giungla a Parigi (La Jungle), regia di Matthieu Delaporte (2006)
- Mauvaise foi, regia di Roschdy Zem (2006)
- Andalucia, regia di Alain Gomis (2006)
- Tout est bon dans le cochon, regia di Emma Perret - cortometraggio (2007)
- Michou d'Auber, regia di Thomas Gilou (2007)
- Giorni di guerra (L'Ennemi intime), regia di Florent Emilio Siri (2007)
- Un roman policier, regia di Stéphanie Duvivier (2008)
- Versailles, regia di Pierre Schoeller (2008)
- Nemico pubblico N. 1 - L'istinto di morte (Mesrine: L'instinct de mort), regia di Jean-François Richet (2008)
- Un si beau voyage, regia di Khaled Ghorbal (2008)
- Adieu Gary, regia di Nassim Amaouche (2009)
- Le Siffleur, regia di Philippe Lefebvre (2009)
- Uomini di Dio (Des hommes et des dieux), regia di Xavier Beauvois (2010)
- Les Mains libres, regia di Brigitte Sy (2010)
- L'assalto (L'assaut), regia di Julien Leclercq (2011)
- Il ministro - L'esercizio dello Stato (L'Exercice de l'État), regia di Pierre Schoeller (2011)
- Il était une fois, une fois, regia di Christian Merret-Palmair (2012)
- Les Invincibles, regia di Frédéric Berthe (2013)

### Televisione
- Nuit noire, 17 octobre 1961 – film TV (2005)
- Groupe flag – serie TV (2005)
- Pour l'amour de Dieu – film TV (2006)
- Il giudice e il commissario (Femmes de loi) – serie TV (2006)
- Mafiosa, le clan – serie TV (2006)
- L'Affaire Ben Barka – film TV (2007)
- La Commune – serie TV (2007)
- Terre de lumière – serie TV (2008)
- Le choix de Myriam – film TV (2009)
- Alice Nevers - Professione giudice (Alice Nevers, le juge est une femme) – serie TV (2010)
- Une nouvelle vie (2011)
- Spin (Les Hommes de l'ombre) – serie TV (2012)
- L'Affaire Gordji : Histoire d'une cohabitation – film TV (2012)
- Engrenages – serie TV (2012)
- Au nom d'Athènes – film TV (2012)
- Cherif – serie TV, 60 episodi  (2013-2019)

## Teatro
- Femmes fatales, soggetto di Seneca e di Shakespeare, diretto da Élisabeth Chailloux, Théâtre des Quartiers d'Ivry
- La vie qui va, diretto da Yves Guerre, Compagnie Arc-en-Ciel
- Le point de vue de la vache sacrée, di Sholby, diretto da Alexis Monceaux
- Andromaque, di Jean Racine, diretto da Abdelhafid Metalsi

## Riconoscimenti
- Festival Séries Mania: il miglior attore del 2013 in una serie televisiva francese per Cherif.[1]